# NGC 5196
NGC 5196 ist eine 14,2 mag helle Elliptische Galaxie mit aktivem Galaxienkern vom Hubble-Typ E/S0 im Sternbild Jungfrau  nördlich der Ekliptik. Sie ist schätzungsweise 287 Millionen Lichtjahre von der Milchstraße entfernt und hat einen Durchmesser von etwa 65.000 Lj.
Im selben Himmelsareal befinden sich u. a. die Galaxien NGC 5184, NGC 5192, NGC 5197, NGC 5202.
Das Objekt wurde am 12. April 1864 von Albert Marth entdeckt.